# Łomy (obwód uljanowski)
Łomy (ros. Ломы) – osiedle w Rosji, w obwodzie uljanowskim, w rejonie uljanowskim. W 2010 liczyło 219 mieszkańców.